# Еріх Мюллер-Бетке
Еріх Мюллер-Бетке (нім. Erich Müller-Bethke; 23 липня 1917, Везермюнде — 17 лютого 1945, Норвезьке море) — німецький офіцер-підводник, капітан-лейтенант крігсмаріне.

## Біографія
9 жовтня 1937 року вступив на флот. Після проходження навчання з 28 грудня 1939 по 2 травня 1940 року — артилерійський офіцер на лінкорі «Шарнгорст». З квітня 1941 року — оперативний офіцер управління морського озброєння у Вільгельмсгафені, з березня 1942 року — управління морської артилерії в Рошфорі.
З 4 березня по 5 червня 1943 року пройшов навігаційний курс, з 6 червня по 20 листопада — курс підводника, з 21 листопада по 15 грудня — парктику кермування в 23-й флотилії, 16-31 грудня — курс позиціонування (радіовимірювання), з 1 січня по 15 лютого 1944 року — курс командира підводного човна, з 20 лютого по 11 березня — тактичну підготовку в 27-й флотилії, після чого був направлений на будівництво підводного човна U-1278.
З 31 травня 1944 року — командир U-1278. 10 лютого 1945 року вийшов у свій перший і останній похід. 17 лютого U-1278 був потоплений в Норвезькому морі, північно-західніше Бергену (61°32′ пн. ш. 01°36′ сх. д.) глибинними бомбами британських фрегатів Бейнтин та Лох Екк. Всі 48 членів екіпажу загинули.

## Звання
- Кандидат в офіцери служби озброєнь (9 жовтня 1937)
- Кадет служби озброєнь (29 червня 1938)
- Фенріх служби озброєнь (1 квітня 1939)
- Оберфенріх служби озброєнь (1 березня 1940)
- Лейтенант служби озброєнь (1 травня 1940)
- Оберлейтенант служби озброєнь (1 квітня 1942)
- Оберлейтенант-цур-зее (1 березня 1943)
- Капітан-лейтенант (1 січня 1945)

## Нагороди
- Залізний хрест 2-го класу (1940)
- Нагрудний знак флоту (15 липня 1941)
- Хрест Воєнних заслуг 2-го класу з мечами (30 січня 1943)